# Charles Folly Ayayi
Charles Folly Ayayi (Togo, 29 dicembre 1990) è un calciatore togolese naturalizzato ivoriano, portiere dell'ASEC Mimosas e della nazionale ivoriana, con la quale ha vinto la Coppa d'Africa nel 2024.

## Carriera
Con la Costa d'Avorio ha esordito nel 2022 e l'anno successivo ha anche partecipato alla Coppa d'Africa 2023, trionfando con gli Éléphants.

## Statistiche

### Cronologia presenze e reti in nazionale
| Cronologia completa delle presenze e delle reti in nazionale ― Costa d'Avorio | Cronologia completa delle presenze e delle reti in nazionale ― Costa d'Avorio | Cronologia completa delle presenze e delle reti in nazionale ― Costa d'Avorio | Cronologia completa delle presenze e delle reti in nazionale ― Costa d'Avorio | Cronologia completa delle presenze e delle reti in nazionale ― Costa d'Avorio | Cronologia completa delle presenze e delle reti in nazionale ― Costa d'Avorio | Cronologia completa delle presenze e delle reti in nazionale ― Costa d'Avorio | Cronologia completa delle presenze e delle reti in nazionale ― Costa d'Avorio |
| Data                                                                          | Città                                                                         | In casa                                                                       | Risultato                                                                     | Ospiti                                                                        | Competizione                                                                  | Reti                                                                          | Note                                                                          |
| ----------------------------------------------------------------------------- | ----------------------------------------------------------------------------- | ----------------------------------------------------------------------------- | ----------------------------------------------------------------------------- | ----------------------------------------------------------------------------- | ----------------------------------------------------------------------------- | ----------------------------------------------------------------------------- | ----------------------------------------------------------------------------- |
| 27-8-2022                                                                     | Yamoussoukro                                                                  | Costa d'Avorio                                                                | 0 – 0                                                                         | Burkina Faso                                                                  | Qual. CHAN 2022                                                               | -                                                                             |                                                                               |
| 4-9-2022                                                                      | Agadir                                                                        | Burkina Faso                                                                  | 0 – 0 (3 – 5 dtr)                                                             | Costa d'Avorio                                                                | Qual. CHAN 2022                                                               | -                                                                             |                                                                               |
| 14-1-2023                                                                     | Annaba                                                                        | Costa d'Avorio                                                                | 0 – 1                                                                         | Senegal                                                                       | CHAN 2022 - 1º turno                                                          | -1                                                                            |                                                                               |
| 18-1-2023                                                                     | Annaba                                                                        | RD del Congo                                                                  | 0 – 0                                                                         | Costa d'Avorio                                                                | CHAN 2022 - 1º turno                                                          | -                                                                             |                                                                               |
| 22-1-2023                                                                     | Algeri                                                                        | Uganda                                                                        | 1 – 3                                                                         | Costa d'Avorio                                                                | CHAN 2022 - 1º turno                                                          | -1                                                                            |                                                                               |
| 27-1-2023                                                                     | Algeri                                                                        | Algeria                                                                       | 1 – 0                                                                         | Costa d'Avorio                                                                | CHAN 2022 - Quarti di finale                                                  | -1                                                                            |                                                                               |
| 28-3-2023                                                                     | Moroni                                                                        | Comore                                                                        | 0 – 2                                                                         | Costa d'Avorio                                                                | Qual. Coppa d'Africa 2023                                                     | -                                                                             |                                                                               |
| 17-6-2023                                                                     | Ndola                                                                         | Zambia                                                                        | 3 – 0                                                                         | Costa d'Avorio                                                                | Qual. Coppa d'Africa 2023                                                     | -3                                                                            |                                                                               |
| Totale                                                                        |                                                                               | Presenze                                                                      | 8                                                                             |                                                                               | Reti                                                                          | -6                                                                            |                                                                               |

## Palmarès

### Club
- Campionato ivoriano: 2

RC Abidjan: 2019-2020
ASEC Mimosas: 2022-2023
- Coupe de Côte d'Ivoire: 1

ASEC Mimosas: 2023

### Nazionale
- Coppa d'Africa: 1

Costa d'Avorio 2023